# Fredelo (Toulouse)
Fredelo († nach 849) war ein fränkischer Adliger im 9. Jahrhundert und begründete die Herrschaft seiner Familie (Raimundiner) in der Grafschaft Toulouse. Er war ein Sohn von Fulcoald, dem missus im Rouergue, und der Senegundis.
Im Jahr 845 richtete der Erzbischof Hinkmar von Reims in einem Schreiben an Fredelo (Frigidolo) ein Gesuch, dass er in den bevorstehenden Auseinandersetzungen die in Aquitanien gelegenen Eigengüter des Erzbistums Reims schonen möge. Der westfränkische König Karl der Kahle befand sich seit einigen Jahren in einem Machtkampf mit seinem Neffen, König Pippin II. von Aquitanien, um die Herrschaft in Aquitanien, der sich zunehmend zu kriegerischen Auseinandersetzungen steigerte. Erzbischof Hinkmar war ein enger Vertrauter und Anhänger Karls des Kahlen. Sein Brief wiederum lässt den Schluss zu, dass Fredelon ein Anhänger Pippins II. war, denn andernfalls wäre sein Gesuch an ihn hinfällig gewesen.
Welche genaue Funktion Fredelo im Jahr 845 in Aquitanien wahrgenommen hatte, ist aus dem Schreiben Hinkmars nicht zu entnehmen, wahrscheinlich aber dürfte er vor diesem Datum seinem Vater bereits als führender Großer (comes?) des Rouergue nachgefolgt sein. Ob er schon als Graf von Toulouse amtierte, ist umstritten. König Karl der Kahle hatte im Frühjahr 844 Toulouse erfolglos belagert, um den rebellischen Grafen Bernhard von Septimanien zu unterwerfen. Dieser wurde dennoch im selben Jahr an den König ausgeliefert und enthauptet; sein Sohn Wilhelm von Septimanien aber führte die Rebellion mit der Unterstützung Pippins II. von Aquitanien fort. Möglicherweise konnte Wilhelm von Septimanien damit auch die Herrschaft in Toulouse als Erbe seines Vaters behalten.
Bis zum Jahr 849 hatte Karl der Kahle das westliche Aquitanien unterworfen und konnte in diesem Jahr persönlich in Toulouse einziehen; er ernannte Fredelo (Fridolo) nun zu seinem custos (und wohl auch zum Grafen) für diese Stadt. Diese Handlung ist in mehrfacher Hinsicht bemerkenswert. Zum einen war Fredelo offenbar noch rechtzeitig von Pippin II. auf die Seite Karls des Kahlen übergewechselt, so dass er als Lohn die dominierende Stellung in Toulouse erhielt, legitimiert vom westfränkischen König. Damit wurden zugleich die Herrschaftsrechte seiner Familie in Toulouse begründet, die sie mehrere Jahrhunderte innehaben sollte. Zum anderen stellte dies die letzte herrschaftliche Handlung eines fränkischen Königs in Toulouse für die kommenden 300 Jahre dar und markierte damit den Aufstieg von Toulouse zu einem der mächtigen und faktisch unabhängigen Fürstentümer des Hochmittelalters. Erst mit Ludwig VII. im Jahr 1159 sollte wieder ein westfränkischer/französischer König persönliche Präsenz in dieser Stadt zeigen.
Fredelo starb an einem unbekannten Datum, sein Bruder Raimund I. folgte ihm nach.